# De stroom
"De stroom" is een nummer van de Nederlandse band 3JS. Het nummer werd uitgebracht op de speciale editie van hun album Dromers en dwazen uit 2011. Op 10 juni van dat jaar werd het nummer uitgebracht als de vijfde single van het album.

## Achtergrond
"De stroom" is geschreven door Gordon Groothedde in samenwerking met 3JS en geproduceerd door Groothedde. Het nummer is in Frankrijk geschreven, waar het trio eind 2010 enige tijd verbleef in een huis dat zij bezitten. Het doel van deze sessie was om een geschikt nummer te schrijven waarmee zij in 2011 Nederland zouden vertegenwoordigen op het Eurovisiesongfestival. Er werden vijf nummers geschreven, die allemaal ten gehore werden gebracht tijdens het Nationaal Songfestival. Van deze nummers werd "Je vecht nooit alleen" uitgekozen als het nummer dat op het Songfestival zou worden gezongen. Desondanks werd "De stroom" wel uitgebracht als single.
Het was binnen de groep al enige tijd bekend dat "De stroom" de eerste single van 3JS zou worden na hun deelname aan het Eurovisiesongfestival. Gitarist Jaap Kwakman vertelde hierover: "Toen we 'De stroom' opnamen, was het al duidelijk dat het liedje een hoog feel-good gehalte heeft. Het is een herkenbare, catchy song, waarbij je spontaan begint mee te zingen." De videoclip van het nummer werd op 5 juni 2011 opgenomen tijdens het Votown Allstars-concert in het Kras Stadion in Volendam.
"De stroom" werd een hitje in Nederland. Het wist de Top 40 weliswaar niet te halen, maar het kwam wel tot de derde plaats in de Tipparade. Tevens bereikte de single de twaalfde plaats in de Single Top 100. Het verscheen in eerste instantie niet op een studioalbum, maar kwam met alle andere nummers die tijdens het Nationaal Songfestival werden gezongen wel uit op de speciale Songfestival-editie van het album Dromers en dwazen, dat oorspronkelijk in 2010 al werd uitgebracht.

## Hitnoteringen

### Single Top 100
| Hitnotering: 18-06-2011 t/m 09-07-2011 | Hitnotering: 18-06-2011 t/m 09-07-2011 | Hitnotering: 18-06-2011 t/m 09-07-2011 | Hitnotering: 18-06-2011 t/m 09-07-2011 | Hitnotering: 18-06-2011 t/m 09-07-2011 | Hitnotering: 18-06-2011 t/m 09-07-2011 |
| Week                                   | 1                                      | 2                                      | 3                                      | 4                                      |                                        |
| -------------------------------------- | -------------------------------------- | -------------------------------------- | -------------------------------------- | -------------------------------------- | -------------------------------------- |
| Nummer                                 | 12                                     | 43                                     | 74                                     | 91                                     | uit                                    |

### NPO Radio 2 Top 2000
| Nummer met noteringen in de NPO Radio 2 Top 2000 | '11 | '12  |
| ------------------------------------------------ | --- | ---- |
| De stroom                                        | 926 | 1991 |

1. ↑  Een vetgedrukt getal geeft de hoogste notering aan.
2. ↑  2011 was het eerste jaar met een notering voor dit nummer.
3. ↑  Deze tabel is bijgewerkt tot en met de laatste editie (2024).